# Low ESR

Zależność ESR i impedancji Z od częstotliwości

Low ESR – oznaczenie występujące na niektórych kondensatorach elektrolitycznych. W niektórych podzespołach komputerowych wykorzystywane są powszechnie kondensatory elektrolityczne niskoimpedancyjne, a ściślej low ESR (Equivalent Series Resistance), tj. kondensatory z niską zastępczą rezystancją szeregową. ESR odpowiada szeregowo wpiętemu do pojemności rezystorowi (na rezystancję składają się, w danej częstotliwości napięcia zmiennego, opór elektrolitu, dielektryka, okładek, przewodów wyprowadzających). Kondensatory low ESR zazwyczaj specyfikowane są dla 100kHz, a oznaczone jako Low Impedance mogą być używane w paśmie audio. Kondensator elektrolityczny „idealny” nie posiada żadnej rezystancji, jedynie pojemność. Jednak w rzeczywistości materiał, z którego zbudowano kondensator, posiada niezerowy opór. Kondensatory low ESR mają niski opór i dzięki temu m.in. mniej się nagrzewają i nie wprowadzają do układu zbędnej, nadmiernej rezystancji. Kondensatory elektrolityczne low ESR mają zazwyczaj mniejsze wymiary niż zwykłe kondensatory elektrolityczne o tej samej pojemności i na to samo napięcie. Kondensatory z dużym ESR wlutowane tam, gdzie powinny być kondensatory low ESR (np. warunki pracy powyżej 100 kHz), będą się silnie nagrzewać, poziom prądów tętnień będzie nieakceptowalny i szybko ulegną uszkodzeniu.
ESR jest odwrotnie proporcjonalny do pojemności kondensatora, tzn. im większa pojemność, tym niższy ESR. Kondensatory na wyższe napięcie mają niższą wartość ESR w porównaniu z taką samą pojemnością na niższe napięcie. Zazwyczaj także kilka kondensatorów połączonych równolegle ma niższy ESR od jednego o sumarycznej pojemności, a ponadto zwykle mają większy dopuszczalny prąd tętnień (ripple current). W przybliżeniu moc wydzielana na dwóch mniejszych oporach ESR każdej z osobna pojemności to pierwiastek z prądu, który przy zwielokrotnieniu na kilka pojemności jest kilkakrotnie mniejszy.
Częstotliwość i ESR są ze sobą powiązane. Na wykresie przedstawiona jest zależność między innymi ESR i {\displaystyle Z} od częstotliwości. Z wykresu wynika m.in., że chcąc osiągnąć mniejszy ESR potrzebny jest kondensator o większej pojemności lub mniejszym {\displaystyle D_{f}} (dielektryk).

## Budowa kondensatora
Kondensator można przedstawić jako złożenie (obwód zastępczy) kilku elementów szeregowo: ESR (ang. equivalent series resistance – zastępcza rezystancja szeregowa); równolegle pojemność {\displaystyle C} i rezystancja upływu {\displaystyle R_{p};} ESL (ang. equivalent series inductance – zastępcza indukcyjność szeregowa):
{\displaystyle \mathrm {ESR} =D_{f}X_{C}={\frac {D_{f}}{2\pi fC}},}
gdzie:
{\displaystyle f} – częstotliwość,
{\displaystyle D_{f}} – współczynnik rozproszenia,
{\displaystyle X_{C}} – reaktancja pojemnościowa.
Natomiast impedancja kondensatora równa jest:
{\displaystyle Z={\sqrt {\mathrm {ESR} ^{2}+{(ESL-X_{C})}^{2}}}.}

## Pomiar ESR
Idealny kondensator ma swoją reaktancję {\displaystyle X_{C},} która jest składową impedancji {\displaystyle Z.} Dla szeregowego połączenia rezystora oraz kondensatora moduł {\displaystyle Z} wynosi:
{\displaystyle |Z|={\sqrt {R^{2}+{X_{C}}^{2}}}.}
Reaktancję Xc wylicza się ze wzoru:
{\displaystyle X_{C}=-{\frac {1}{2\pi fC}}.}
Moduł {\displaystyle |Z|} można wyznaczyć z prawa Ohma, zasilając kondensator napięciem sinusoidalnie zmiennym. {\displaystyle |Z|} mierzy się dla konkretnej częstotliwości napięcia zasilającego. Korzystając z zależności {\displaystyle |Z|={\sqrt {R^{2}+{X_{C}}^{2}}},} można obliczyć ESR.